# Giải thuật Xiaolin Wu

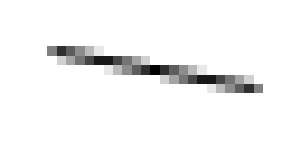
Antialiased line drawn with Xiaolin Wu's algorithm

Giải thuật vẽ đoạn thẳng Xiaolin Wu, tiếng Anh: XiaolinWu's line algorithm là giải thuật vẽ đường thẳng khử răng cưa, được giới thiệu lần đầu tiên trên bài báo An Efficient Antialiasing Technique vào tháng 7 năm 1991 trên tờ báo Computer Graphics, cũng như trên bài báo Fast Antialiasing vào tháng 6 năm 1992 trên tờ Dr. Dobb's Journal.
Giải thuật Bresenham vẽ đoạn thẳng vẽ đường thẳng rất nhanh, tuy nhiên lại không có chức năng khử răng cưa. Hơn nữa, giải thuật không kiểm soát được trường hợp điểm cuối của đoạn thẳng không nằm trên một điểm có tọa độ nguyên. Các phương pháp khử răng cưa thường tốn rất nhiều thời gian xử lý, nhưng giải thuật của Xiaolin Wu thì rất nhanh (mặc dù vẫn chậm hơn giải thuật của Bresenham). Thuật toán cơ bản của giải thuật là vẽ các cặp điểm gần nhau hai bên đoạn thẳng và tô màu dựa trên độ ưu tiên. Hai điểm ở hai đầu đoạn thẳng được kiểm soát riêng. Đoạn thẳng ngắn hơn 1 pixel sẽ được xử lý trong trường hợp riêng.

Một giải thuật mở rộng để vẽ đường tròn được giới thiệu bởi Xiaolin Wu trên tạp chí Graphics Gems II. Tương tự như giải thuật vẽ đoạn, giải thuật này dùng để thay thế giải thuật vẽ đường tròn của Bresenham.
```
function
 
plot
(
x
,
 
y
,
 
c
)
 
is

    
plot
 
the
 
pixel
 
at
 
(
x
,
 
y
)
 
with
 
brightness
 
c
 
(
where
 
0
 
≤
 
c
 
≤
 
1
)

// integer part of x

function
 
ipart
(
x
)
 
is

    
return
 
floor
(
x
)

function
 
round
(
x
)
 
is

    
return
 
ipart
(
x
 
+
 
0.5
)

// fractional part of x

function
 
fpart
(
x
)
 
is

    
return
 
x
 
-
 
floor
(
x
)

function
 
rfpart
(
x
)
 
is

    
return
 
1
 
-
 
fpart
(
x
)

function
 
drawLine
(
x0
,
y0
,
x1
,
y1
)
 
is

    
boolean
 
steep
 
:=
 
abs
(
y1
 
-
 
y0
)
 
>
 
abs
(
x1
 
-
 
x0
)

    

    
if
 
steep
 
then

        
swap
(
x0
,
 
y0
)

        
swap
(
x1
,
 
y1
)

    
end
 
if

    
if
 
x0
 
>
 
x1
 
then

        
swap
(
x0
,
 
x1
)

        
swap
(
y0
,
 
y1
)

    
end
 
if

    

    
dx
 
:=
 
x1
 
-
 
x0

    
dy
 
:=
 
y1
 
-
 
y0

    
gradient
 
:=
 
dy
 
/
 
dx

    
if
 
dx
 
==
 
0.0
 
then

        
gradient
 
:=
 
1.0

    
end
 
if

    
// handle first endpoint

    
xend
 
:=
 
round
(
x0
)

    
yend
 
:=
 
y0
 
+
 
gradient
 
*
 
(
xend
 
-
 
x0
)

    
xgap
 
:=
 
rfpart
(
x0
 
+
 
0.5
)

    
xpxl1
 
:=
 
xend
 
// this will be used in the main loop

    
ypxl1
 
:=
 
ipart
(
yend
)

    
if
 
steep
 
then

        
plot
(
ypxl1
,
   
xpxl1
,
 
rfpart
(
yend
)
 
*
 
xgap
)

        
plot
(
ypxl1
+
1
,
 
xpxl1
,
  
fpart
(
yend
)
 
*
 
xgap
)

    
else

        
plot
(
xpxl1
,
 
ypxl1
  
,
 
rfpart
(
yend
)
 
*
 
xgap
)

        
plot
(
xpxl1
,
 
ypxl1
+
1
,
  
fpart
(
yend
)
 
*
 
xgap
)

    
end
 
if

    
intery
 
:=
 
yend
 
+
 
gradient
 
// first y-intersection for the main loop

    

    
// handle second endpoint

    
xend
 
:=
 
round
(
x1
)

    
yend
 
:=
 
y1
 
+
 
gradient
 
*
 
(
xend
 
-
 
x1
)

    
xgap
 
:=
 
fpart
(
x1
 
+
 
0.5
)

    
xpxl2
 
:=
 
xend
 
//this will be used in the main loop

    
ypxl2
 
:=
 
ipart
(
yend
)

    
if
 
steep
 
then

        
plot
(
ypxl2
  
,
 
xpxl2
,
 
rfpart
(
yend
)
 
*
 
xgap
)

        
plot
(
ypxl2
+
1
,
 
xpxl2
,
  
fpart
(
yend
)
 
*
 
xgap
)

    
else

        
plot
(
xpxl2
,
 
ypxl2
,
  
rfpart
(
yend
)
 
*
 
xgap
)

        
plot
(
xpxl2
,
 
ypxl2
+
1
,
 
fpart
(
yend
)
 
*
 
xgap
)

    
end
 
if

    

    
// main loop

    
if
 
steep
 
then

        
for
 
x
 
from
 
xpxl1
 
+
 
1
 
to
 
xpxl2
 
-
 
1
 
do

           
begin

                
plot
(
ipart
(
intery
)
  
,
 
x
,
 
rfpart
(
intery
))

                
plot
(
ipart
(
intery
)
+
1
,
 
x
,
  
fpart
(
intery
))

                
intery
 
:=
 
intery
 
+
 
gradient

           
end

    
else

        
for
 
x
 
from
 
xpxl1
 
+
 
1
 
to
 
xpxl2
 
-
 
1
 
do

           
begin

                
plot
(
x
,
 
ipart
(
intery
)
,
  
rfpart
(
intery
))

                
plot
(
x
,
 
ipart
(
intery
)
+
1
,
 
fpart
(
intery
))

                
intery
 
:=
 
intery
 
+
 
gradient

           
end

    
end
 
if

end
 
function

```

Ghi chú: Nếu trong lần chạy đầu tiên điều kiện abs(dx) < abs(dy) là đúng, quá trình vẽ sẽ thực hiện với x và y ngược nhau.